# Barban
Barban (italijansko Barbana) je istrsko naselje na Hrvaškem, sedež istoimenske občine, ki upravno spada pod Istrsko županijo.
Slikovito istrsko naselje leži nad dolino reke Raše, okoli 28 km severovzhodno od Pulja ob cesti, Pulj - Raša - Labin - Reka.
Barban, popis 1991; skupaj: 249

## Zgodovina
V starih listinah se naselje prvič omenja leta 740. V srednjem veku je bilo utrjeno naselje v lasti pazinskih fevdalcev, od 1374  Habsburžanov, v začetku 16. stoletja pa je prišlo v last Beneške republike. Od Benetk ga je leta 1535 odkupila družina Loredan. Iz srednjega veka je delno ohranjen obrambni zid skozi katerega so vodila leta 1718 zgrajena Vela vrata, ki so peljala na trg z župnijsko cerkvijo sv. Nikole. Cerkev krasijo baročni oltar in slike beneških mojstrov iz 16. do 18. stoletja. Cerkev sv. Nikole je bila zgrajena leta 1700 na mestu kjer je prej stal severni krak starega kastéla, zvonik pa je nadgrajen nekdanji srednjeveški obrambni stolp. Na trgu so še upravna zgradba iz 12. stoletja, loža in urni stolp. V delu starega kastéla stoji palača Loredan iz leta 1606, ter starejši cerkvici sv. Antona in sv. Jakova. V ulici ki od trga pelje do Malih vrat zgrajenih leta 1720 pa je ohranjena mestna posvetovalnica iz 1555 z ložo in stolpom z uro, ki je bila leta 1944 v požaru poškodovana ter po Drugi svetovni vojni obnovljena.

## Demografija
| Pregled števila prebivalcev po letih | Pregled števila prebivalcev po letih | Pregled števila prebivalcev po letih | Pregled števila prebivalcev po letih | Pregled števila prebivalcev po letih | Pregled števila prebivalcev po letih | Pregled števila prebivalcev po letih | Pregled števila prebivalcev po letih | Pregled števila prebivalcev po letih | Pregled števila prebivalcev po letih | Pregled števila prebivalcev po letih | Pregled števila prebivalcev po letih | Pregled števila prebivalcev po letih | Pregled števila prebivalcev po letih | Pregled števila prebivalcev po letih |
| ------------------------------------ | ------------------------------------ | ------------------------------------ | ------------------------------------ | ------------------------------------ | ------------------------------------ | ------------------------------------ | ------------------------------------ | ------------------------------------ | ------------------------------------ | ------------------------------------ | ------------------------------------ | ------------------------------------ | ------------------------------------ | ------------------------------------ |
| 1857                                 | 1869                                 | 1880                                 | 1890                                 | 1900                                 | 1910                                 | 1921                                 | 1931                                 | 1948                                 | 1953                                 | 1961                                 | 1971                                 | 1981                                 | 1991                                 | 2001                                 |
| 147                                  | 181                                  | 202                                  | 187                                  | 204                                  | 244                                  | 264                                  | 697                                  | 262                                  | 273                                  | 308                                  | 278                                  | 229                                  | 249                                  | 235                                  |